# لوتشيانو فوشي
لوتشيانو فوشي (بالإيطالية: Luciano Foschi)‏ هو مدرب كرة قدم ولاعب كرة قدم إيطالي في مركز الدفاع، ولد في 3 يوليو 1967 في ألبانو لاتسيالي في إيطاليا. لعب مع أولبيا كالسيو 1905 وفيتربيسي 1908 ونادي ريميني ونادي كريمونيسي ونادي لاتسيو ونادي ليكو.